# Batatinha (político)
Oziel Luiz de Souza (Nova Aurora, 3 de janeiro de 1971) , conhecido como Batatinha é um radialista, apresentador de TV e político brasileiro filiado ao Movimento Democrático Brasileiro.

## Biografia
Pelas dificuldades da infância, começou-se a trabalhar muito cedo, por volta dos seus 10 anos de idade para ajudar a família.
Aos 17 se mudou-se para a cidade de São Paulo e conseguiu estágio na Rádio Capital. Depois, ele retornou para a cidade de Nova Aurora.
Em 1987, trabalhou na Rádio Club AM. E permaneceu na rádio por oito anos, realizando diversas funções.
Já em 1997, foi convidado pelo convidado pelo na época, deputado estadual Tiago Amorim Soares para trabalhar na Rádio Colmeia, na cidade Cascavel. Permaneceu trabalhando como repórter policial durante 10 anos.
A partir do ano do ano 2000, foi convidado para trabalhar na emissora  de televisão TV Tarobá como repórter. Desde 2002, ele apresenta o programa Tempo Quente na mesma emissora.
Nas eleições estaduais de 2022 foi eleito deputado estadual, pelo Movimento Democrático Brasileiro (MDB) com 47.310 votos.